# 공시최고
다음은 공시최고(公示催告) 절차에 관한 설명이다.
분명하지 아니한 상대방이나 이해관계자에게 일정한 기간 내에 권리·청구의 신고를 하지 아니하면 실권(失權)될 것을 공고(公告)하는 재판상의 독촉통지를 말하며 그 요건을 법률로 정한 경우에 한하여 할 수 있다(민법 제521, 524조, 상법 제360, 부동산등기법 제167조 등). 공시최고의 신청에는 그 신청의 이유와 제권판결을 청구하는 취지를 밝혀야 하며 법원의 공시최고의 허부(許否)에 대한 판결은 결정으로 하되 허가하지 아니하는 결정에 대하여 신청인은 즉시항고할 수 있다.  신청을 허가한 때에는 법원은 공시최고를 해야 하는데 그 방법은 기재요건(제479조)을 갖추어 대법원규칙(민사소송규칙 제142조)이 정하는 바에 따라야 한다(제480조). 공시최고의 기간은 공고가 끝난 날로부터 3월 뒤로 정하여야 하는데(제481조) 이 기간중에 신고가 있는 때에는 법원은 그 권리에 관한 재판이 확정될 때까지 공시최고절차를 중지하거나 신고한 권리를 유보하고 제권판결을 하여야 한다(제485조).

## 제권판결
공시최고 신청인의 신청에 의하여 법원이 내리는 실권선언. 공시최고의 신청인은 공시최고기일에 출석하여 그 신청의 원인과 제권판결(除權判決)을 구하는 취지의 진술을 해야 하며 법원은 이유있다고 인정한 때에는 제권판결을 선고, 그 요지를 신문에 공고하여야 한다. 제권판결에 대하여는 상소를 할 수 없으나 불복이 있는 사람은 일정한 경우(제490조 2항)에 한하여 신청인에 대한 소로써 최고(催告)법원에 제기할 수 있다.